# Vibriose
La vibriose est une maladie bactérienne, qui affecte notamment les poissons, les coquillages et les crevettes. Elle est provoquée par des bactéries de la famille des Vibrionaceae, telles que :
- Vibrio parahaemolyticus, responsable d'affections intestinales parfois graves chez l'homme.
- Vibrio vulnificus, agent de la "maladie rouge" des anguilles d'élevage.
- Vibrio cholerae, agent du choléra de l'homme.
- Vibrio salmonicida, responsable de la vibriose en eaux froides des salmonidés.
- Vibrio anguillarum responsable de la vibriose des poissons.